# Campionati del mondo di ciclismo su strada 1983
I Campionati del mondo di ciclismo su strada 1983 si disputarono ad Altenrhein, in Svizzera, tra il 31 agosto e il 4 settembre 1983.
Furono assegnati quattro titoli:
- 31 agosto: cronometro a squadre maschile Dilettanti, gara di 100 km
- 3 settembre: prova in linea femminile, gara di 60 km
- 3 settembre: prova in linea maschile Dilettanti, gara di 179,9 km
- 4 settembre: prova in linea maschile Professionisti, gara di 269,9 km

## Storia
La corsa dei professionisti si decise solo all'ultimo giro: il primo attacco concreto arrivò dallo scalatore spagnolo Faustino Rupérez, presto raggiunto da due giovani, l'italiano Moreno Argentin, al terzo anno tra i pro, e lo statunitense Greg LeMond, già medaglia d'argento l'anno prima, nel 1982 a Goodwood. Lo spagnolo ci riprovò con un nuovo allungo, Argentin tentò di resistere ma andò in crisi e dovette cedere – chiudera 42º; LeMond riuscì invece a tenere la ruota, riattaccò e staccò in maniera decisiva Rupérez. Lo statunitense arrivò così al traguardo in solitaria aggiudicandosi la corsa iridata, primo non europeo a riuscirvi. Il gruppetto dei primi inseguitori, giunto a 1'11', venne regolato da un altro giovane emergente, l'olandese Adrie van der Poel; medaglia di bronzo fu Stephen Roche, a seguire Rupérez, quarto, e Claude Criquielion, quinto.
La gara in linea dei dilettanti vide la vittoria del tedesco orientale Uwe Raab davanti allo svizzero Niki Rüttimann, terzo a 4" il polacco Andrzej Serediuk. Nella cronometro a squadre di 100 chilometri si impose il quartetto sovietico composto da Jurij Kaširin, Sergej Novolokin, Oleh Čužda e Oleksandr Zinov'jev: per Kaširin si trattò della quarta medaglia iridata nella cronometro, dopo l'oro olimpico del 1980 a Mosca, l'argento del 1981 e il bronzo del 1982. Tra le donne infine la vincitrice fu la svedese Marianne Berglund.

## Medagliere
| Pos.   | Nazione          | Oro | Argento | Bronzo | Totale |
| ------ | ---------------- | --- | ------- | ------ | ------ |
| 1      | Stati Uniti      | 1   | 1       | 0      | 2      |
| 2      | Germania Est     | 1   | 0       | 0      | 1      |
| 2      | Svezia           | 1   | 0       | 0      | 1      |
| 2      | Unione Sovietica | 1   | 0       | 0      | 1      |
| 5      | Svizzera         | 0   | 2       | 0      | 2      |
| 6      | Paesi Bassi      | 0   | 1       | 0      | 1      |
| 7      | Irlanda          | 0   | 0       | 1      | 1      |
| 7      | Italia           | 0   | 0       | 1      | 1      |
| 7      | Norvegia         | 0   | 0       | 1      | 1      |
| 7      | Polonia          | 0   | 0       | 1      | 1      |
| Totale | Totale           | 4   | 4       | 4      | 12     |

## Sommario degli eventi
| Eventi                        | Oro                                                   | Tempo                      | Argento                                   | Tempo   | Bronzo                                       | Tempo   |
| Uomini Professionisti         |                                                       |                            |                                           |         |                                              |         |
| Gara in linea dettagli        | Greg LeMond Stati Uniti                               | 7h01'21" Media 38,432 km/h | Adrie van der Poel Paesi Bassi            | a 1'11' | Stephen Roche Irlanda                        | s.t.    |
| Uomini Dilettanti             |                                                       |                            |                                           |         |                                              |         |
| Gara in linea dettagli        | Uwe Raab Germania Est                                 | 4h31'53"                   | Niki Rüttimann Svizzera                   | s.t.    | Andrzej Serediuk Polonia                     | a 4"    |
| Cronometro a squadre dettagli | Unione Sovietica Kaširin, Novolokin, Čužda, Zinov'jev | 1h59'12"                   | Svizzera Heggli, Imboden, Haefliger, Wiss | a 1'41" | Norvegia Gjengaar, Hopen, Odegaard, Pedersen | a 2'17" |
| Donne                         |                                                       |                            |                                           |         |                                              |         |
| Gara in linea dettagli        | Marianne Berglund Svezia                              | 1h38'17"                   | Rebecca Twigg Stati Uniti                 | s.t.    | Maria Canins Italia                          | s.t.    |